# 인민의 아편
인민의 아편(人民의 阿片, 독일어: Opium des Volkes)은 근현대에 흔히 반종교주의에서 종교를 비유적으로 이르는 표현이다. 1843년에 카를 마르크스가 한 “종교는 인민의 아편이다.”라는 구절이 널리 알려져 있다.

## 유래
1797년 사드 후작의 《줄리엣 이야기 - 악덕(惡德)의 번영》에 "당신이 백성들에게 먹인 것은 아편"이라는 표현이 등장한다. 곧이어 1798년에 발표된 노발리스의 단편집 《꽃가루》에서는 "당신이 말하는 소위 그 종교라는 것은 단지 아편 역할을 할 뿐"이라는 구절로, 종교가 직접 언급된다.
1843년 마르크스가 "종교는 인민의 아편"이라는 발언을 한 이후, 영국 성공회(聖公會)의 의전사제인 찰스 킹즐리가 《인민을 위한 정치》에서 교계(敎界)를 비판하며 "성경(聖經)을 마치 짐 나르는 짐승에게 과다적재를 견디게 하려고 투여(投與)하는 아편인 양"이라는 표현을 사용한다.
이후 레닌이 마르크스의 표현을 인용하기에 이르면서 ‘인민의 아편’이라는 표현은 반종교의 대표적인 표어로 여겨지고 있다.

## 원문

### 사드 후작
자연은 당신의 백성들에게 많은 것을 주었음에도 불구하고 백성들은 이를 누리지 않습니다. 하지만 이것은 그들의 게으름 탓이 아닙니다. 이런 마비현상은 사람들로 하여금 계속 의존상태를 유지하도록 하는 당신의 통치방식에서 기인(起因)한 문제이고, 부(富)는 그 문을 닫아버렸습니다. 그들의 고질병에는 백약(百藥)이 무효(無效)하고, 나약한 중에서 강함을 찾으니, 체제가 민정(民政)만큼이나 난폭합니다. 페르디낭, 당신의 두려움, 내가 당신에게 말해준 것들이 들통나면 어쩌나 하는 그 두려움은, 당신의 왕국에서 예능(藝能)과 기능(技能)을 추방(追放)했습니다. 당신은 천재들의 날카로운 눈을 두려워합니다. 그렇기 때문에 당신은 무지(無知)를 조장(助長)하는 것입니다. 당신이 백성들에게 준 것은 아편(阿片)입니다. 그 아편에 취해, 그들은 당신이 가하는 자신들의 고통을 느끼지 못합니다. 그렇기 때문에 위인(偉人)이 당신의 세(勢)가 닿지 않는 곳에서만 나오는 것입니다. 이곳에는 지식에 의한 보상이라는 개념이 없습니다. 똑똑해져봤자 명예도 이득도 없으니 누구도 장래를 도모(圖謀)하지 않습니다.

프랑스어: Quoique la nature donne beaucoup à ton peuple, il jouit de peu. Mais ce n'est pas l'effet de son inaction ; cet engourdissement a sa source dans ta politique qui, pour tenir le peuple dans sa dépendance, lui ferme la porte des richesses ; d'après cela, son mal est sans remède, et l'état politique n'est pas dans une situation moins violente que le gouvernement civil, puisqu'il tire ses forces de sa faiblesse même. La crainte que tu as, Ferdinand, que l'on ne découvre ce que je te dis, te fait exiler les arts et les talents de ton royaume. Tu redoutes l'œil puissant du génie, voilà pourquoi tu favorises l'ignorance. C'est de l'opium que tu fais prendre à ton peuple, afin qu'engourdi par ce somnifère, il ne sente pas les plaies dont tu le déchires. Et voilà d'où vient que l'on ne trouve chez toi aucun des établissements qui donnent de grands hommes à la patrie : les récompenses dues au savoir y sont inconnues, et, comme il n'y a aucun honneur ni aucun profit à être savant, personne ne se soucie de le devenir.
— 1797년, 《줄리엣 이야기 - 악덕의 번영》(프랑스어: Histoire de Juliette, ou les Prosperites du vice) 5부, 줄리엣이 국왕 페르디낭을 비난하는 장면

### 노발리스
당신이 말하는 소위 그 종교라는 것은 단지 아편(阿片) 역할을 할 뿐이다. 매혹하고, 마취시키고, 나약함에서 오는 고통을 잠재우는 역할 말이다.

독일어: Ihre sogenannte Religion wirkt blos, wie ein Opiat: reizend, betäubend, Schmerzen aus Schwäche stillend.
— 1798년, 《꽃가루》(독일어: Blütenstaub)

### 마르크스
종교적 고통은, 현실의 고통의 표현이자, 현실의 고통에 대한 저항이다. 종교는 억압된 피조물의 탄식이며, 심장 없는 세상의 심장이고, 영혼 없는 현실의 영혼이다. 이것은 인민(人民)의 아편(阿片)이다.

인민에게 있어서 환각적(幻覺的) 행복인 종교를 버리라는 것은, 곧 현실의 행복을 지향(志向)하라는 것이다. 현실에 대한 환각을 버리라는 요구는, 환각을 필요로 하는 현실을 포기하라는 것이다. 말하자면, 종교에 대한 비판은 곧 종교라는 후광을 업은 속세에 대한 맹아적(萌芽的)인 비판이다.

독일어: Das religiöse Elend ist in einem der Ausdruck des wirklichen Elendes und in einem die Protestation gegen das wirkliche Elend. Die Religion ist der Seufzer der bedrängten Kreatur, das Gemüth einer herzlosen Welt, wie sie der Geist geistloser Zustände ist. Sie ist das Opium des Volks.

Die Aufhebung der Religion als des illusorischen Glücks des Volkes ist die Forderung seines wirklichen Glücks. Die Forderung, die Illusionen über seinen Zustand aufzugeben, ist die Forderung, einen Zustand aufzugeben, der der Illusionen bedarf. Die Kritik der Religion ist also im Keim die Kritik des Jammertales, dessen Heiligenschein die Religion ist.
— 1843년, 《헤겔 법철학 비판》(독일어: Zur Kritik der Hegelschen Rechtsphilosophie) 서문(序文)

### 찰스 킹즐리
우리는 성경을 단지, 조금 특별한 경찰 교본(敎本)인 양, 짐 나르는 짐승에게 과다적재를 견디게 하려고 투여하는 아편인 양, 가난한 자들을 통제하기 위한 책(冊)인 양 사용해 왔습니다.

영어: We have used the Bible as if it was a mere special constable's handbook, an opium dose for keeping beasts of burden patient while they were being overloaded, a mere book to keep the poor in order.
— 1848년, 《인민을 위한 정치》(영어: Politics for the people), 〈인민헌장주의자들에게 보내는 편지―No2〉

### 레닌
러시아어: Религия есть один из видов духовного гнета, лежащего везде и повсюду на народных массах, задавленных вечной работой на других, нуждою и одиночеством. Бессилие эксплуатируемых классов в борьбе с эксплуататорами так же неизбежно порождает веру в лучшую загробную жизнь, как бессилие дикаря в борьбе с природой порождает веру в богов, чертей, в чудеса и т. п. Того, кто всю жизнь работает и нуждается, религия учит смирению и терпению в земной жизни, утешая надеждой на небесную награду. А тех, кто живет чужим трудом, религия учит благотворительности в земной жизни, предлагая им очень дешевое оправдание для всего их эксплуататорского существования и продавая по сходной цене билеты на небесное благополучие. Религия есть опиум народа. Религия — род духовной сивухи, в которой рабы капитала топят свой человеческий образ, свои требования на сколько-нибудь достойную человека жизнь.

영어: Religion is one of the forms of spiritual oppression which everywhere weighs down heavily upon the masses of the people, over burdened by their perpetual work for others, by want and isolation. Impotence of the exploited classes in their struggle against the exploiters just as inevitably gives rise to the belief in a better life after death as impotence of the savage in his battle with nature gives rise to belief in gods, devils, miracles, and the like. Those who toil and live in want all their lives are taught by religion to be submissive and patient while here on earth, and to take comfort in the hope of a heavenly reward. But those who live by the labour of others are taught by religion to practise charity while on earth, thus offering them a very cheap way of justifying their entire existence as exploiters and selling them at a moderate price tickets to well-being in heaven. Religion is opium for the people. Religion is a sort of spiritual booze, in which the slaves of capital drown their human image, their demand for a life more or less worthy of man.
— 1905년 12월 3일, 《새로운 삶》(러시아어: Новая Жизнь)에서 마르크스의 표현을 인용

## 같이 보기
- 하늘은 스스로 돕는 자를 돕는다
- 마르크스주의와 종교
- 고귀한 거짓말